# Acleros
Acleros là một chi bướm ngày thuộc họ Bướm nâu.

## Các loài
- Acleros bibundica Strand, 1913
- Acleros leucopyga (Mabille, 1877)
- Acleros mackenii (Trimen, 1868)
- Acleros neavei Evans, 1937
- Acleros nigrapex Strand, 1913
- Acleros ploetzi Mabille, 1889
- Acleros sparsum Druce, 1909